# IPhone 14
O iPhone 14 e o iPhone 14 Plus são smartphones projetados, desenvolvidos e comercializados pela Apple Inc. Eles são a décima sexta geração de iPhones, sucedendo ao iPhone 13 e iPhone 13 Mini, e foram anunciados no evento da Apple no Apple Park em Cupertino, Califórnia, em 7 de setembro de 2022, ao lado do iPhone 14 Pro e iPhone 14 Pro Max, de preço mais alto. O iPhone 14 e o iPhone 14 Plus apresentam uma tela de 6,1 polegadas (15 cm) e 6,7 polegadas (17 cm), melhorias na câmera traseira e conectividade via satélite. O iPhone 14 foi disponibilizado em 16 de setembro de 2022 e o iPhone 14 Plus foi disponibilizado em 7 de outubro de 2022, respectivamente, e foi lançado com o iOS 16. As pré-encomendas para o iPhone 14 e iPhone 14 Plus começaram em 9 de setembro de 2022.
O iPhone 14 Plus substitui o iPhone 13 Mini na linha da Apple. É o primeiro iPhone a trazer de volta o apelido "Plus" desde o iPhone 8 Plus em 2017. Os modelos iPhone 14 e 14 Plus (assim como os modelos iPhone 14 Pro e iPhone 14 Pro Max) vendidos nos Estados Unidos abandonam o suporte para dispositivos físicos Cartões SIM, tornando-os os primeiros modelos de iPhone desde a variante CDMA do iPhone 4 a não vir com um leitor de cartão SIM discreto.

## História

### Antes do anúncio
O sucessor do iPhone 13 começou em desenvolvimento para vir com opções de tamanho de tela de 6,1 polegadas e 5,4 polegadas. No entanto, nenhuma opção de tamanho de tela de 5,4 polegadas da linha iPhone 14 de preço mais baixo seria revelada no evento "Far Out" da Apple, que se concentraria na nova opção de tamanho de tela maior de 6,7 polegadas a ser adicionada ao preço mais baixo. Linha iPhone 14. Após o anúncio, a nova variante maior de 6,7 polegadas do modelo iPhone 14 de preço mais baixo finalmente chamado iPhone 14 Plus, que anteriormente era chamado de iPhone 14 Max, de acordo com os rumores divulgados anteriormente.

### Após o anúncio
O iPhone 14 e o iPhone 14 Plus foram anunciados oficialmente no evento "Far Out" da Apple, juntamente com o iPhone 14 Pro, iPhone 14 Pro Max, Apple Watch Series 8, Apple Watch SE (2ª geração), Apple Watch Ultra, AirPods Pro (2ª geração) e novo com atualizações do Apple Fitness+ por meio de uma coletiva de imprensa virtual filmada no Apple Park em Cupertino, Califórnia, em 7 de setembro de 2022.
As pré-encomendas começaram em 9 de setembro, com iPhones disponíveis a partir de 16 de setembro para o iPhone 14 e 7 de outubro para o iPhone 14 Plus.

### Falsos positivos de detecção de falhas
O Crash Detection é um recurso integrado ao iPhone 14 projetado para detectar acidentes de carro graves e inicia automaticamente uma chamada telefônica de emergência após 20 segundos após a detecção, a menos que o usuário a cancele. Desde que foi lançado, tem havido muitos relatos dizendo que o recurso foi ativado automaticamente durante os passeios de montanha-russa, devido ao fato de que os passeios param repentinamente depois de ir em alta velocidade, agindo da mesma forma que um acidente de carro.

## Projeto

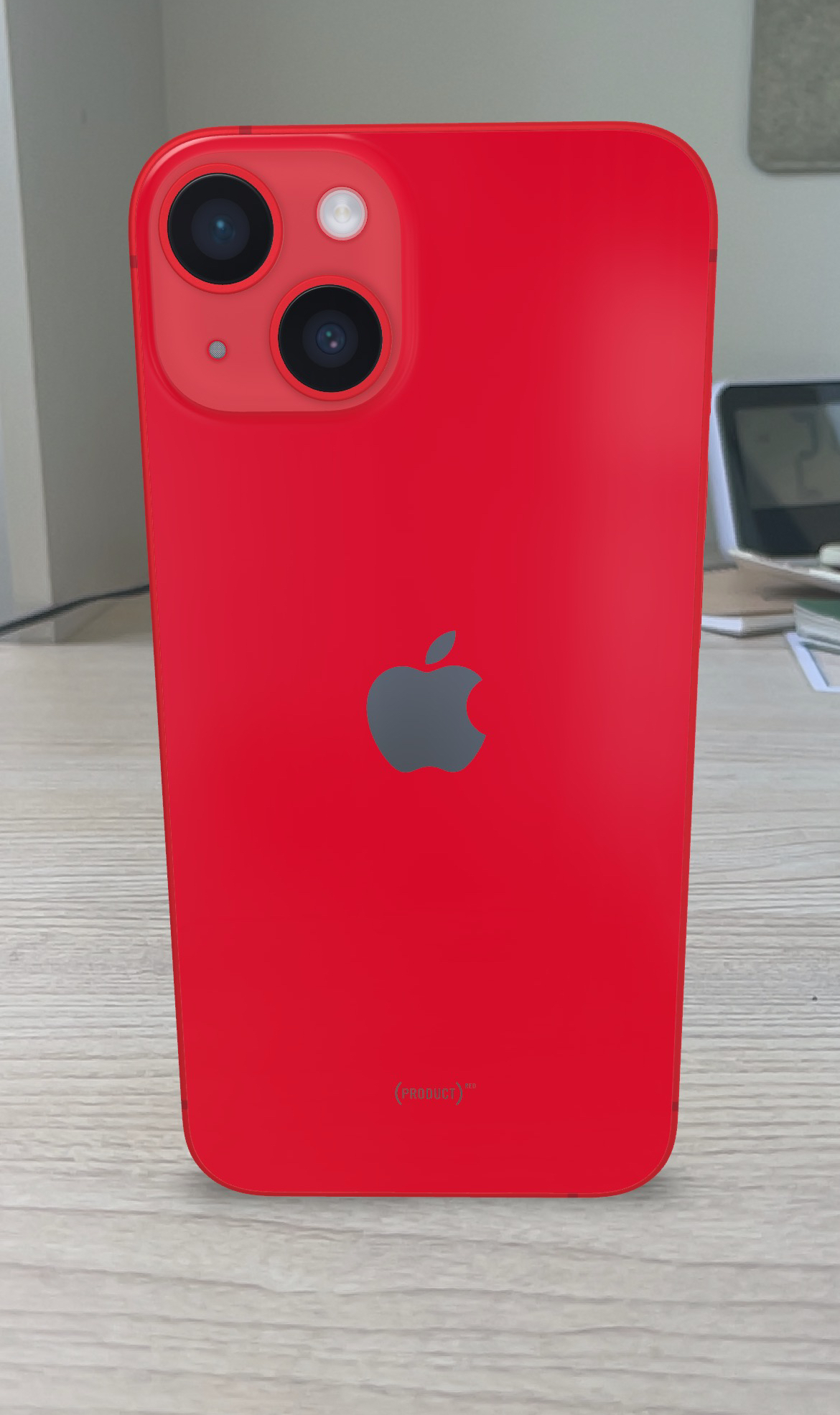
Parte de trás do iPhone 14

O iPhone 14 e 14 Plus têm um design idêntico ao iPhone 13, embora para os modelos dos EUA, a bandeja física do SIM seja removida.
O iPhone 14 e 14 Plus estarão disponíveis em cinco cores: azul, roxo, meia-noite, estelar e (Product)RED. O roxo é uma nova cor que substitui o rosa usado no iPhone 13 e 13 Mini.
| Cor | Nome         |
| --- | ------------ |
|     | Azul         |
|     | Roxo         |
|     | Meia-noite   |
|     | Estelar      |
|     | (Product)RED |

## Especificações

### Hardware
O iPhone 14 e 14 Plus estão disponíveis em três configurações de armazenamento interno: 128, 256 e 512 GB. Tem 6 GB de RAM, um aumento em relação aos 4 GB de RAM do modelo iPhone 13 e 13 mini. O iPhone 14 e 14 Plus têm a mesma classificação IP68 para resistência a poeira e água que seu antecessor.

#### Chipset
O iPhone 14 e o iPhone 14 Plus estão equipados com o sistema Apple A15 Bionic em um chip, a mesma variante usada no iPhone 13 Pro e 13 Pro Max de 2021. O iPhone 14 e 14 Plus apresentam uma CPU de 6 núcleos, GPU de 5 núcleos e Neural Engine de 16 núcleos.

#### Exibição
O iPhone 14 possui uma 6.1 in (15 cm) com tecnologia Super Retina XDR OLED com resolução de 2532×1170 pixels e densidade de pixels de cerca de 460 PPP com taxa de atualização de 60Hz. O iPhone 14 Plus possui uma 6.7 in (17 cm) com a mesma tecnologia com resolução de 2780×1284 pixels e densidade de pixels de cerca de 458 PPP. Ambos os modelos têm brilho típico de até 800 nits e brilho máximo de até 1200 nits.

#### Máquinas fotográficas
O iPhone 14 e 14 Plus contam com o mesmo sistema de câmeras com três câmeras: uma frontal (12MP f/1.9) e duas traseiras: uma ampla (12MP f/1.5) e uma ultra grande angular (12MP f/ 2.4), com as câmeras ampla e frontal com abertura mais rápida que o iPhone 13. A câmera frontal também possui foco automático pela primeira vez.

#### Bateria
O iPhone 14 oferece 16 horas de reprodução de vídeo, enquanto a variante Plus oferece 20 horas de reprodução de vídeo.

### Programas
O iPhone 14 e 14 Plus serão enviados com o iOS 16.